# Huldange
Huldange (luxembourgeois : Huldang, allemand : Huldingen) est une section de la commune luxembourgeoise de Troisvierges située dans le canton de Clervaux.
C’est la localité la plus au nord du Luxembourg.